# Ian Randall
Ian Maurice Randall (ur. 9 stycznia 1948) – brytyjski historyk protestantyzmu, zwłaszcza ewangelikalizmu, autor wielu monografii z tego zakresu. Członek (fellow) Royal Historical Society.

## Życiorys
Odbył studia w zakresie ekonomii i historii na Uniwersytecie Aberdeen zakończone tytułem Master of Arts (1970). Początkowo pracował w biznesie (m.in. w British Telecom). Później odbył studia teologiczne w Regent’s Park College na Uniwersytecie Oksfordzkim (1986) i w London Bible College (Master of Philosophy, 1992).  Stopień doktora filozofii (Philosophy Doctor) uzyskał w 1997 na Uniwersytecie Walijskim na podstawie rozprawy pt. Movements of Evangelical Spirituality in Inter-War England. Został wykładowcą Spurgeon's College w Londynie. Na tej uczelni pełnił funkcję tutora, kapelana, prorektora (Deputy Principal), dyrektora badań naukowych. Jednocześnie w latach 1999-2002 oraz 2006 był profesorem International Baptist Theological Seminary w Pradze. Potem uzyskał stanowisko starszego badacza (Senior Research Fellow) w Spurgeon's College.
W 2013 ukazała się na jego cześć księga jubileuszowa: Grounded in Grace. Essays to Honour Ian M. Randall, red. Pieter J. Lalleman, Peter J. Morden and Anthony R. Cross, Spurgeon's College, London 2013 ISBN 978-0950068244.

## Wybrane publikacje
- Evangelical Experiences. A Study in the Spirituality of English Evangelicalism 1918-1939 (seria: Paternoster Theological Monographs), Milton Keynes 1999 ISBN 978-0853649199
- Educating Evangelicalism. The Origins, Development and Impact of London Bible College (2002) ISBN 978-0853648734
- One Body in Christ. The History and Significance of the Evangelical Alliance (współautor: David Hilborn), Paternoster: 2002, ISBN 978-1842270899
- More Than a Methodist. The Life and Ministry of Donald English (współautor: Brian Hoare), Paternoster (2003), ISBN 978-1842272039
- Spirituality and Social Change. The Contribution of F.B. Meyer (1847-1929) (seria: Studies in Evangelical History and Thought), Paternoster, Milton Keynes 2003 ISBN 978-1842271957
- The English Baptists of the Twentieth Century, Baptist Historical Society, London 2005, ISBN 978-0903166355
- A School of the Prophets. 150 Years of Spurgeon's College, Spurgeon's College, London 2005, ISBN 978-0950068213
- What a Friend We Have in Jesus. The Evangelical Tradition (seria: Traditions of Christian Spirituality), London: Orbis Books, 2005 ISBN 978-1570756061
- Spiritual Revolution. The Story of Operation Mobilization, Authentic Media 2008 ISBN 978-1-85078-766-2
- The Keswick Story. The Authorized History of the Keswick Convention (współautor: John Charles Pollock), Alresford 2013 ISBN 978-0-87508-582-1
- Church community is a gift of the Holy Spirit. The spirituality of the Bruderhof community, Oxford: Regent's Park College, Oxford 2014 ISBN 978-1907600227[2]